# 喜多見重政
喜多見 重政（きたみ しげまさ）は、江戸時代の旗本。徳川綱吉の側用人。武蔵国喜多見藩主。綱吉の寵愛を受けて大名に取り立てられたが、すぐに改易された。

## 生涯

### 生い立ち
2500石取りの旗本・石谷武清の次男として生まれる。慶安4年（1651年）江戸で生まれる。外祖父・喜多見重恒の養子に入り、万治3年（1660年）12月25日将軍・徳川家綱にはじめて謁見。寛文12年（1672年）5月14日養父・重恒の隠居により旗本喜多見家の家督1020石を相続した。5月26日御書院番に列し、延宝5年（1677年）10月29日には進物役となった。

### 出世
徳川綱吉が第5代将軍に就任すると、はやくから綱吉の寵愛を受けるようになり、延宝8年（1680年）9月26日には将軍の御側衆に列し、天和元年（1681年）4月19日には従五位下若狭守に叙任をされ、12月27日武蔵・上野両国において2000石の所領を加増、さらに天和3年（1683年）に6800石余を加増されて都合1万石に達し、譜代大名に列した（武蔵国喜多見藩）。貞享2年（1685年）には側用人に列した。さらに貞享3年（1686年）には河内と武蔵の両国から1万石を加増されて都合2万石となる。また生類憐れみの令を施行する犬大支配役に任命され、自領喜多見に犬小屋を建設したとされる。

### 改易
綱吉の寵愛で取り立てられたはずであったが、元禄2年（1689年）2月2日には「将軍の意向にしばしば背き、勤務も疎かにしている」という名目で突然改易に処され、伊勢国桑名藩主松平定重に預けられ、元禄6年（1693年）7月28日、預かり先の桑名で餓死した。
嫡男・北見忠政は後に松前藩に仕えている。

## 改易について
改易直前の元禄2年（1689年）1月3日、重政の従兄弟である旗本・喜多見重治（養父・重恒の弟・重勝の養子）の屋敷にて重治と重治の妹婿・朝岡直国が喧嘩になり、重治が直国を殺害し、重治もその罪で斬首に処されるという事件が起こっている。重政の改易もこの事件が綱吉の心証を害したのが原因とも言われているが、当時、寵臣であった重政の改易が不可解かつ劇的であったため、様々な臆測によって講談的に多くの創作が行われ、松本清張も小説『栄落不測』の題材にしている。朝岡直国の件に連座した説は、そうした臆測のひとつである。
重政改易と前後して多数の将軍側近が失脚している事実から、柳沢吉保による陰謀説を唱える向きもある。また、同時代の山本常朝が重政を忠実至誠の武士として称賛していることから、改易の真因は、当初は理想主義的な施政として導入された生類憐れみの令が悪法化する兆しが見えてきたことに対して、重政が忠心から将軍綱吉に何らかの諫言を行ったことが、失脚に繋がったのではないかとも考えられる。いずれにせよ真相は不明である。重政の改易後、生類憐れみの令は急速に厳罰化、悪法化していく。